# Сивиръс Снейп
Професор Сивиръс Тобаяс Снейп (на английски: Professor Severus Tobias Snape) е литературен герой от романите за Хари Потър на английската писателка Джоан Роулинг.
Той е учител по отвари и ръководител на дома Слидерин. В първия роман Хари Потър и Философският камък той е един от главните антигерои. В шестата част той става професор по Защита срещу черните изкуства, а в седмата става директор на Хогуортс. В миналото той е бил смъртожаден, но после преминава на страната на Дъмбълдор. Голямата му любов е майката на Хари Потър, Лили Евънс. Намира смъртта си в Къщата на крясъците, убит от Лорд Волдемор.
Актьорът Алън Рикман играе ролята на Снейп във филмите за Хари Потър.

## Участие
Снейп участва във всичките седем книги. Откроява се като озлобен и пристрастен учител с мазна черна коса, като наказва Хари и другите ученици, които не харесва (освен тези от Слидерин). Наричан е също и Свиниръс от Сириус Блек, Ремус Лупин, Джеймс Потър и Питър Петигрю (който се оказва смъртожаден в книга 3)-още познати като Лун, Опаш, Лап и Рог. Като тийнейджър е затворен и често облечен в черно.  Често бива подиграван от Лун, Опаш, Лап и Рог, затова мрази и Хари-защото е син на Джеймс Потър (Рог). Пише поезия.

### В първите три книги
Северъс Снейп се появява за първи път в „Хари Потър и Философският камък“. Той е учителят по Отвари, за когото се коментира, че иска поста на учител по Защитата осрещу черните изкуства. По-нататък Снейп го потвърждава лично. Той е пристрастен учител, който прави подигравателни и пренебрежителни забележки за сметка на Хари. Снейп бързо става главния антигерой, когото Хари мрази и подозира в опит да се открадне Философския камък и също така опит за убийство. По време на мач по куидич Снейп е забелязан да мърмори заклинание и метлата на Хари започва да се тръска силно. Оказва се, че това проклятие е било пуснато от професор Куиръл, който е протеже на Волдемор, а Снейп е правил контразаклинание.
Снейп има малко участие в „Хари Потър и Стаята на тайните“ и „Хари Потър и затворникът от Азкабан“.
В „Стаята на тайните“ Снейп взима участие в малко просъществувалия Клуб по дуелиране. В „Затворникът от Азкабан“ той приготвя лунна отвара за върколака Ремус Лупин. Снейп има дълбоки съмнения, че Лупин помага на Сириус Блек да проникне в замъка, като смята, че иска да убие Хари. Това подозрение идва от факта, че Лупин, Сириус Блек и бащата на Хари са приятели от детинство, а именно, Мародерите, създатели на Хитроумната карта. Снейп се опитва да обвини Блек че е виновен за смъртта на невинни мъгъли и че е предал семейство Потър на Волдемор. Снейп се опитва да „защити“ Хари от опасния беглец. Когато Блек бяга, Снейп правилно обвинява, че Хари му е помогнал и продължава да твърди, че е масов убиец. След като Хари и Лупин избягват последиците за действията си, Снейп разказва на цялото училище, че Лупин е върколак.
В „Затворникът от Азкабан“ има повече детайли за връзката между Снейп и Джеймс Потър. Като ученици ведъж Сириус примамва Снейп в Къщата на Крясъците, където Лупин се трансформира във върколак. Джеймс разбира опасността и спира Снейп, спасявайки живота му, макар Снейп да вярва, че не е искал да бъде изключен.

### Четвърта и пета книга
Ролята на Снейп в четвъртата книга – „Хари Потър и Огненият бокал“ не е по-различна от участието му в предните книги. Въпреки че е раздразнен от влизането на Хари и Тримагическият турнир той става още по-отмъстителен. По-късно Хари използва мислоема на Дъмбълдор, за да проследи няколко съдебни процеса срещу смъртожадни преди години. На един от тях Сивиръс Снейп е посочен като смъртожаден от Игор Каркаров, но Дъмбълдор го защитава. Той казва че Снейп действително е смъртожаден, но се е отказал още преди Волдемор да падне и сега е шпионин. Дъмбълдор уверява, че Снейп наистина се е променил, като не му казва защо като изтъква, че това е „между мен и професор Снейп.“

В края на „Хари Потър и огнения бокал“ опитва да убеди невярващия Корнелиус Фъдж, че Волдемор се е завърнал. Като доказателство Снейп показва появилия се Черен знак на ръката му, след което е пратен на мисия от Дъмбълдор. Мисията е разкрита в „Хари Потър и Орденът на феникса“ и „Хари Потър и Нечистокръвния принц“ като троен агент, претендиращ, че шпионира Дъмбълдор.
В петата книга, „Хари Потър и Орденът на феникса“, Снейп се разкрива в нова роля. След като Волдемор си е върнал материалното тяло, Сивиръс продължава да шпионира. Преди началото на учебната година Снейп се намира на Гримолд 12 даващ репорт на Ордена на феникса. Той не се разбира добре с другите членове на ордена, но най-обтегнати са отношенията му със Сириус Блек, който притежава къщата и се крие в нея. Често те си разменят язвителни забележки и обиди. Веднъж дори почти започват дуел. Снейп обвинява Блек, че не може да вземе активна роля в Ордена, понеже е беглец. Много от членовете се съмняват в Снейп и не разбират защо Дъмбълдор му вярва.
По-късно в книгата Дъмбълдор кара Снейп да обучава Хари на оклумантика, защита на ума от външни влияния и манипулаци. Снейп е изключително добър в Оклумантиката и съобветно в Легилимантиката, скриването на мисли и чувства от друг ум, безценно за работата му като шпионион. Уроците са затруднени от взаимната им ненавист и от това, че Хари ползва мислоема на Дъмбълдор, за да влезе без разрешение в детски спомен на Снейп, където той е тероризиран от Сириус Блек и Джеймс Потър, там обижда Лили Евънс като я нарича мътнород. След инцидента става още по-агресивен и хвърля колба с мъртви хлебарки по Хари. След този случай Хари разбира какво е изпитвал когато е бил в „Хогуортс“. Снейп внезапно прекъсва уроците му.
Когато професор Ъмбридж взема на разпит Хари за местонахождението на Дъмбълдор, тя кара Снейп да ѝ предостави веритасерум, за да разбере къде се крие Дъмбълдор. Снейп казва, че запасите му са изчерпани. По-късно се разбира, че Снейп е снабдявал Ъмбридж с фалшив веритасерум. Снейп доставя кодираното съобщение за залавянето на Сириус в отдел „Мистерии“.

### Шеста и седма книга
В началната глава на „Хари Потър и Нечистокръвния принц“, Белатрикс Лестранж и Нарциса Малфой посещават Снейп в дома му в Спинърс Енд. На сина на Нарциса, Драко, е поставена трудна задача от Волдемор. Тя кара Снейп да направи Ненарушима клетва, че ще го защитава  и ще му помогне, а ако се провали той да довърши задачата. Той твърди, че не работи за Дъмбълдор, а за Волдемор и обяснява постъпките си в предните книги.
В началото на годината Дъмбълдор обявява, че най-накрая Снейп е получил поста на учител по Защита от черните изкуства и пенсиониран хогуортски учител го замества като учител по отвари. Слъгхорн дава на Хари стар учебник по отвари с написани в полетата заклинания и проклятия от неизвестен ученик, и по-лесни начини за правене на отвари от стандартните. Книгата е надписана „Собственост на нечистокръвния принц“.
В седмата, последна книга, „Хари Потър и Даровете на Смъртта“, Снейп получава това, което най-много иска: става директор на училището. С течение на сюжета са разкрити много неща за Снейп: той не е от лошите, оказва се може би най-положителният герой. Към края на книгата той бива убит от Волдемор или по-точно от змията му Наджини, но с последни сили успява да помогне на Хари. А също така му оставя свои спомени с помощта на които Хари разбира, че действително Снейп е на страната на добрите.
Сивиръс убива Дъмбълдор, разбира се по нареждане, не на Онзи-който-не-бива-да-се-назовава, а по нареждането на директора. Само два месеца след тази случка, Сивиръс става директор на Хогуортс. Умира точно на 2 май, 1997 г., вечерта, от ухапването на отровната змия Наджини.
Той е „Нечистокръвния принц“. Този прякор е измислил сам, използвайки моминското име на майка си, още като дете. Родителите му са Айлийн Принц и Тобаяс  Снейп.